# 边关风暴2
《边关风暴2》（英語：Gadar 2）是一部2023年印度印地语时代动作剧情片，由阿尼尔·夏尔马（Anil Sharma）执导和制作，沙克蒂曼·塔尔瓦（Shaktimaan Talwar）编剧。该片是2001年電影《边关风暴》的续集，由桑尼·戴爾、阿美莎·帕特爾和乌特卡什·夏尔玛主演，他们继续扮演前一部电影中的角色。影片讲述了塔拉·辛格在1971年印巴战争前爆发前返回巴基斯坦以拯救被监禁的儿子的故事。
《边关风暴2》2023年8月11日在院线上映并获得商业成功，全球票房收入超过69億盧比，製作预算为6億盧比。至此，本片是該年票房第四高的印度电影，也是有史以来票房第九高的印地语电影。

## 外部連結
- 互联网电影数据库（IMDb）上《边关风暴2》的资料（英文）
- 《边关风暴2》的Bollywood Hungama頁面